# Lie Yukou
Lie Yukou, zwany honorowo Liezi, czyli Mistrz Lie – prawdopodobnie legendarny chiński filozof taoistyczny, któremu przypisywane jest autorstwo księgi Liezi.
O jego życiu niewiele wiadomo. Miał żyć na początku Okresu Walczących Królestw (przełom VI i V wieku p.n.e.) w księstwie Zheng i być mistykiem oraz pustelnikiem.
Większość historyków uważa, że Lie Yukou nigdy nie istniał i jest jedynie postacią wymyśloną przez późniejszych taoistów jako wzór mędrca.